# Down Among the Sheltering Palms
Down Among the Sheltering Palms est un film américain réalisé par Edmund Goulding et sorti en 1953.

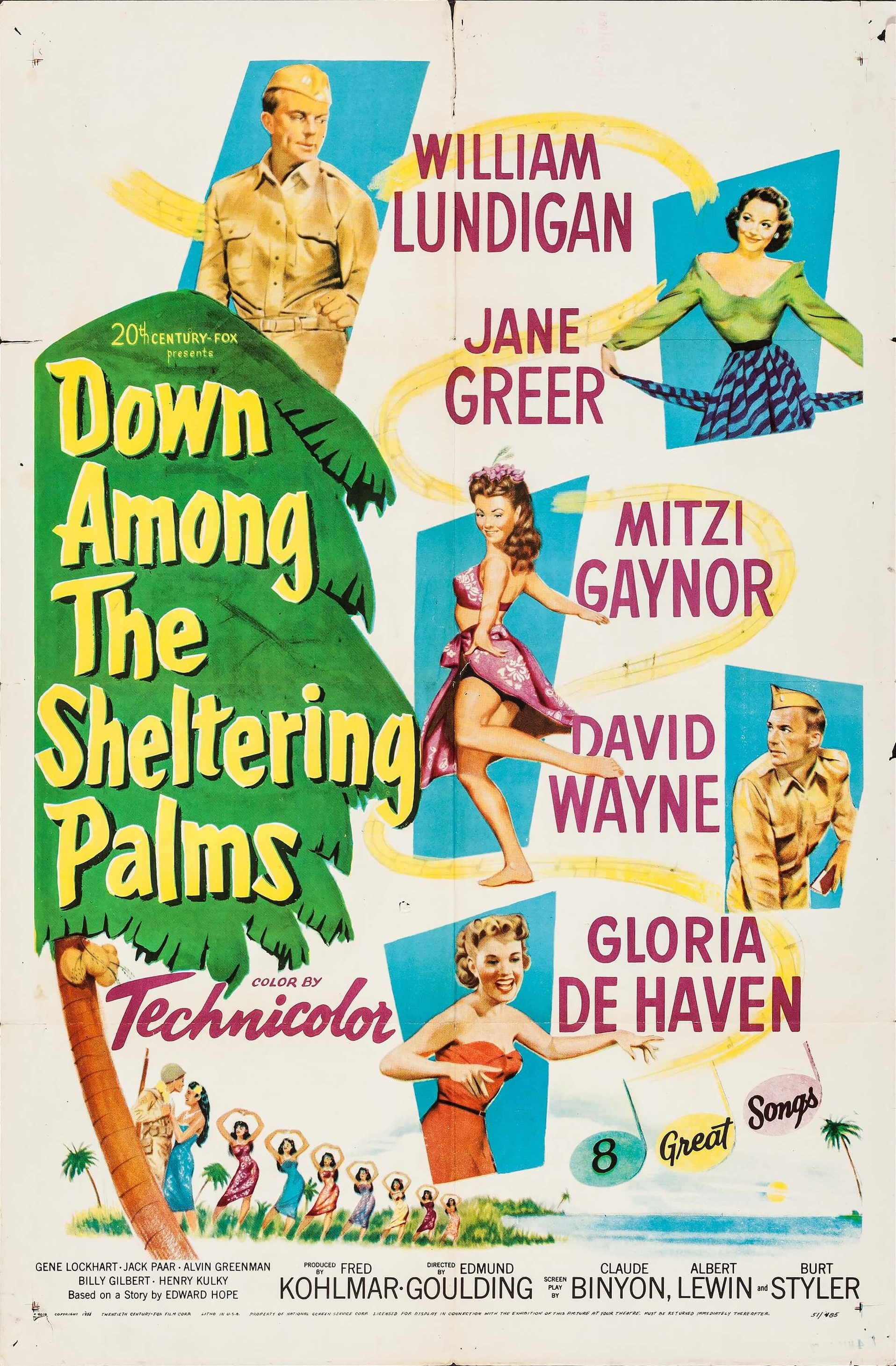
Affiche du film.

La chanson qui donne son titre au film, qui date de 1914, est interprétée dans une scène du film par Gloria DeHaven.

## Fiche technique
- Réalisation : Edmund Goulding
- Scénario : Claude Binyon, Albert E. Lewin, Burt Styler
- Production : Twentieth Century Fox
- Producteur : Fred Kohlmar
- Photographie : Leon Shamroy
- Musique : Leigh Harline
- Montage : Louis R. Loeffler
- Durée : 87 minutes
- Date de sortie: 
  - États-Unis : 1er mars 1953

## Distribution
- Mitzi Gaynor : Rozouila
- William Lundigan : Capt. Willoby
- David Wayne : Lt. Schmidt
- Jane Greer : Diana
- Gloria DeHaven : Angela
- Gene Lockhart : Rev. Edgett
- Lyle Talbot : Maj. Curwin
- Jack Paar : Lt. Sloan

## Production
Le budget du film est de 1,2 million de $.